# Ranaka
Ranaka is een dorp in het district Southern in Botswana. De plaats telt 2409 inwoners (2011).